# Rune Hannäs
Hannes Rune Hannäs, född Näslund den 16 november 1916 i Boden, Överluleå församling, Norrbottens län, död 12 november 2020 i Skarpnäcks distrikt, Stockholms län, var en svensk skulptör.
Hannäs har sedan 1950-talet arbetat heltid med utsmyckningsuppdrag i offentlig och privat miljö. Rune Hannäs har utbildat sig i skulptur på Konstfack i Stockholm med kompletterande kurser vid Konstakademin.
Rune Hannäs är skapare av Guldpucken, som årligen delas ut till bästa svenska hockeyspelare. Flera av Hannäs verk finns på Bildkonst.se

## Verk (urval)[2]
- Nyckeln, Alsnögatan 7, utanför Det Vita Huset vid Danvikstull, Stockholm
- Guldpucken, Expressen (delas ut av Expressen till bästa spelare i elitserien)
- Fontänskulptur, vattenljus i brons, Lidingö stad
- Solur, SAF San Agustín, Gran Canaria, Kanarieöarna
- Torgmadam, Eskilstuna
- Vatten- och klockspel, sju fontäner, gradänger, Märsta Centrum
- Portal och relief, Investeringsbanken
- Solur, COOP
- Tranor (1976), Tingshusparken, Esplanaden i Köping, gjutjärn, höjd ca 250 cm.
- Flygande tranor (Fåglar), gårdsentrén, Alviks Strand Konferens, Gustavslundsvägen 141, Alviks strand, Alvik, Bromma.
- Solur, Port 73 - Haninge

## Galleri

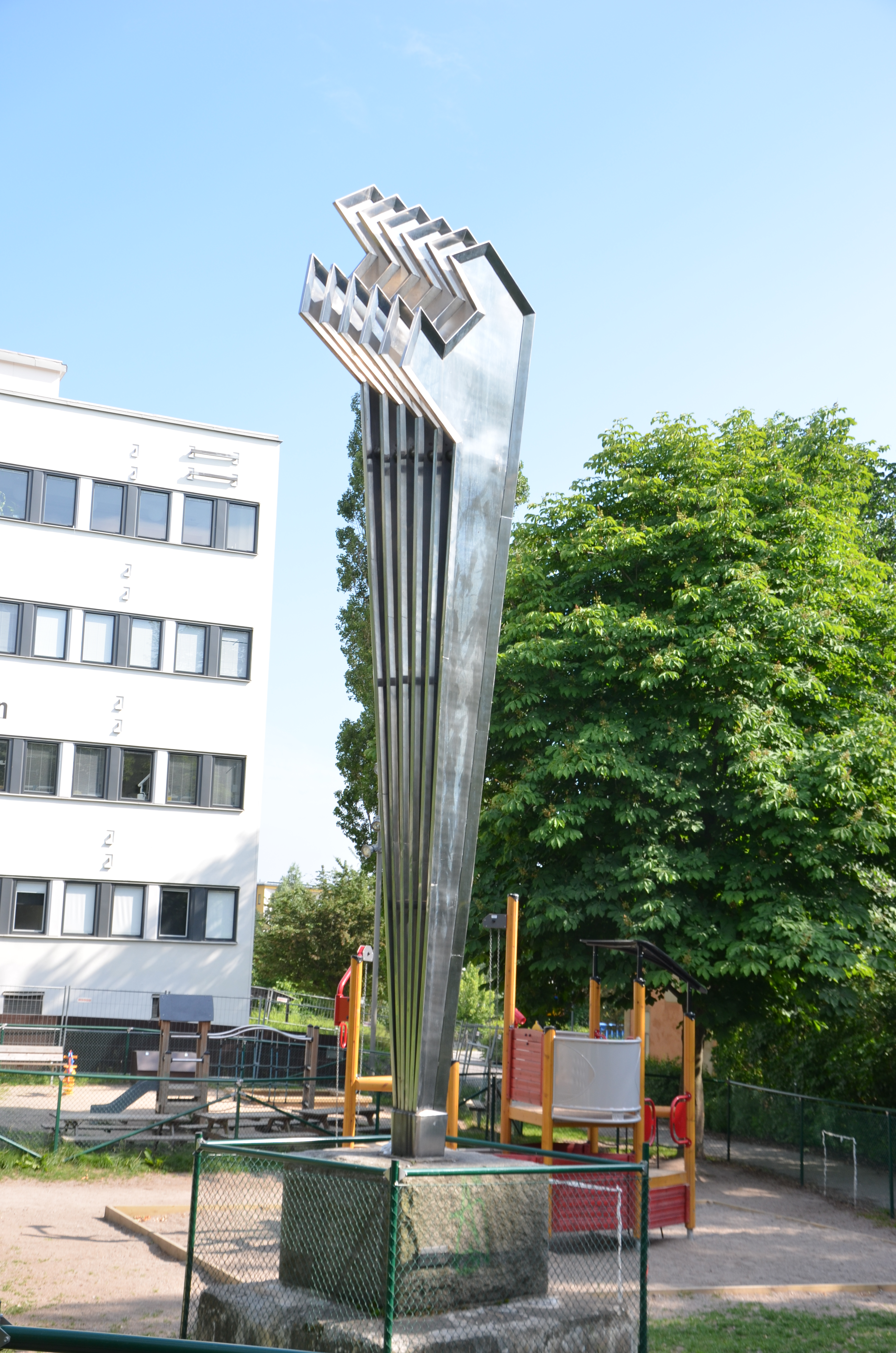
Stiliserad skruvnyckel, utanför Det Vita Huset, Alsnögatan 7, nära Danvikstull på Södermalm  i Stockholm.
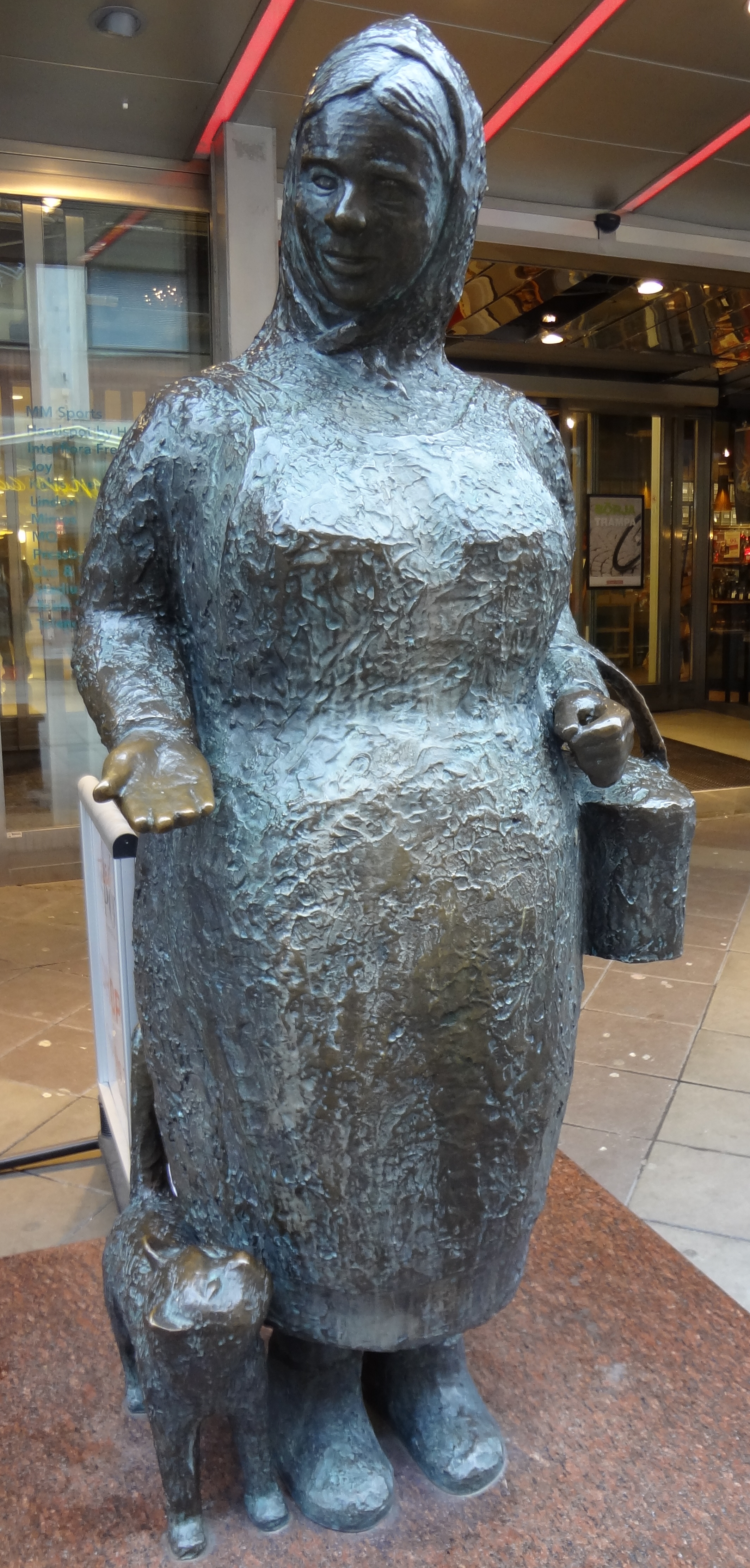
Torgmadam, Kungsgatan 21 i Eskilstuna.
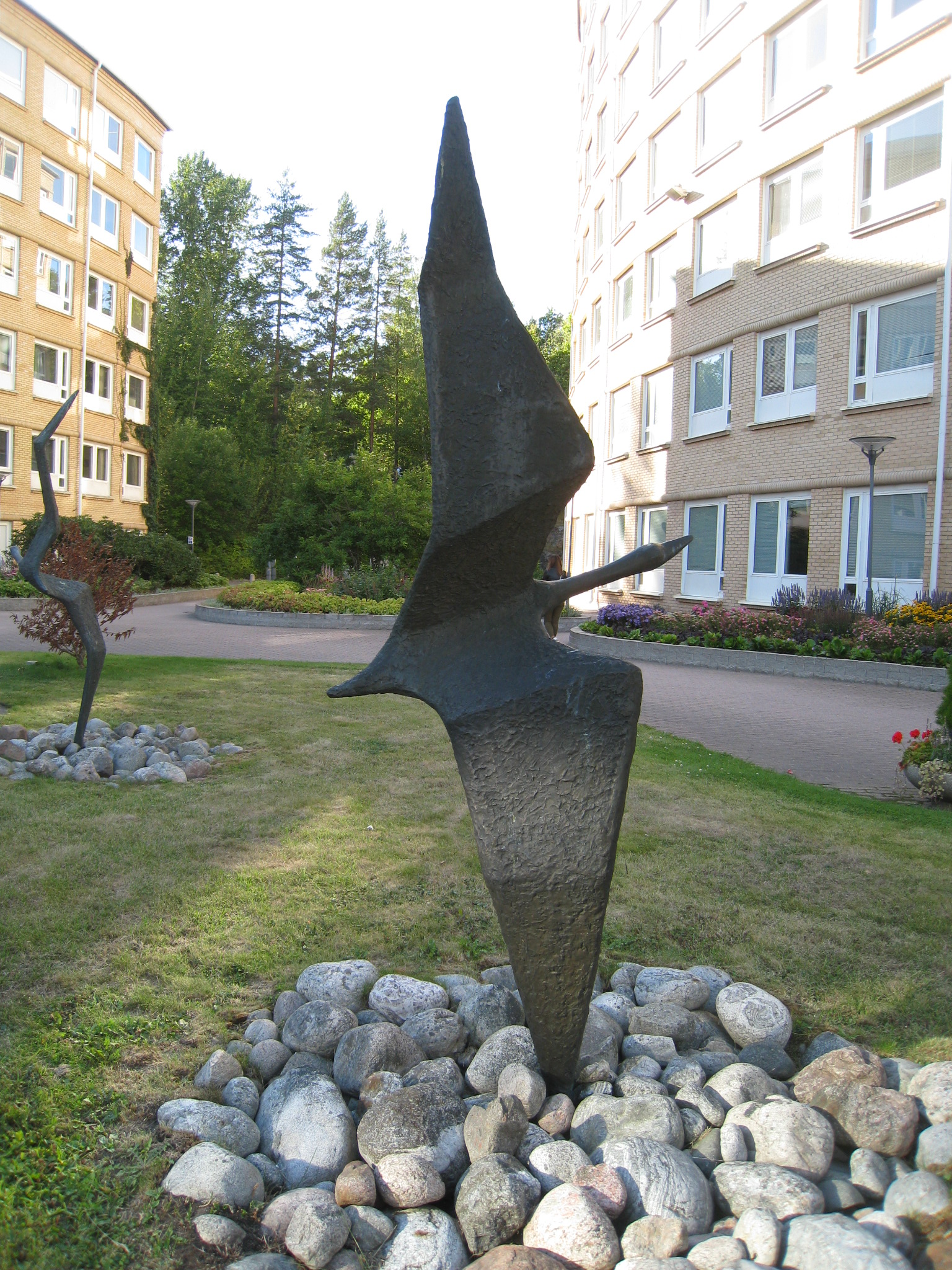
Flygande tranor, Alviks Strand Konferens, Gustavslundsvägen 141, Alviks strand i Alvik i Bromma.
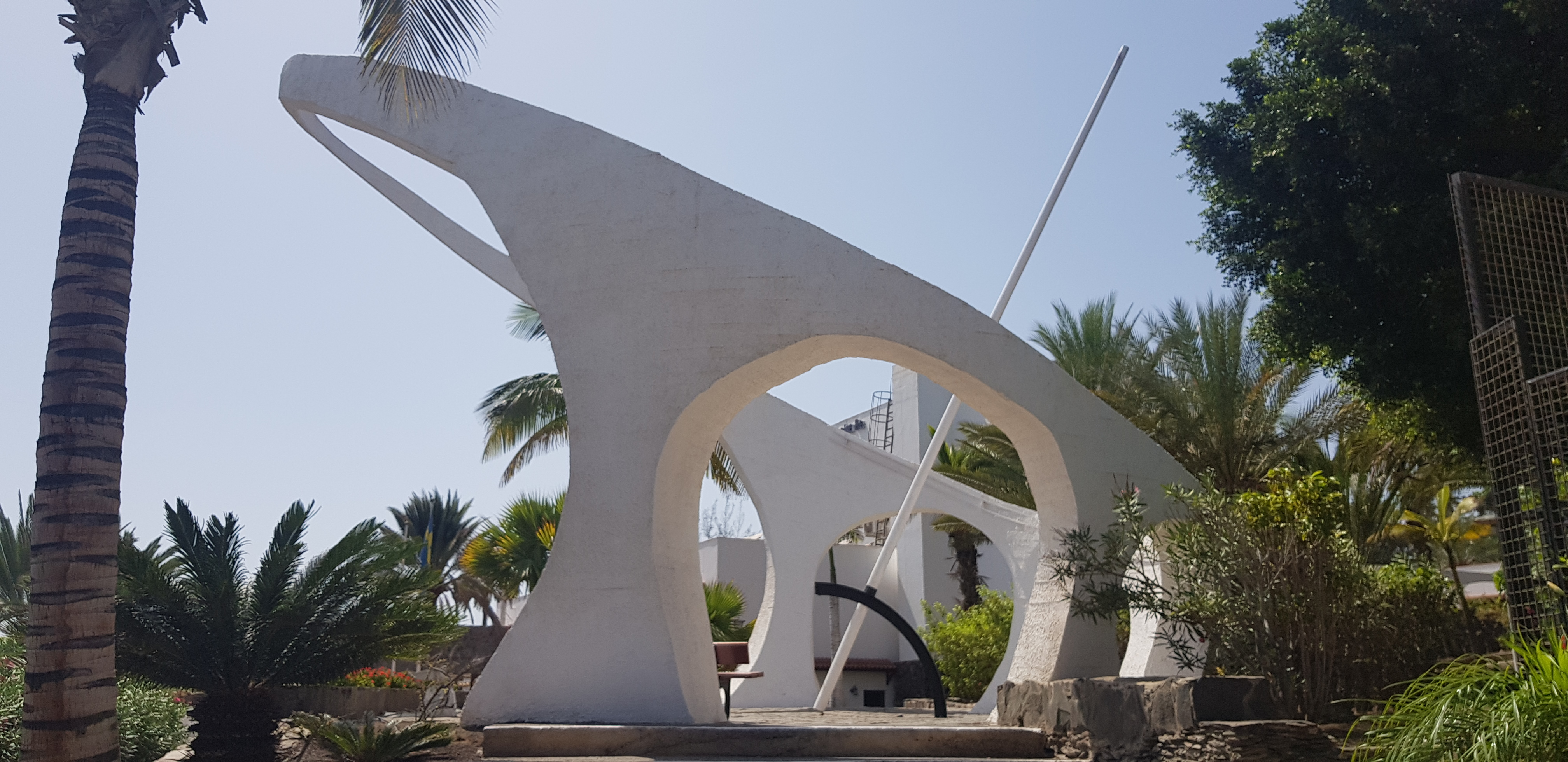
Solur, finns vid Rocas Rojas, San Augustin, Gran Canaria.